# چای زینتی
چای زینتی یا کاملیا (نام علمی: Camellia) نام یک سرده از تیره چاییان است.

## نگارخانه

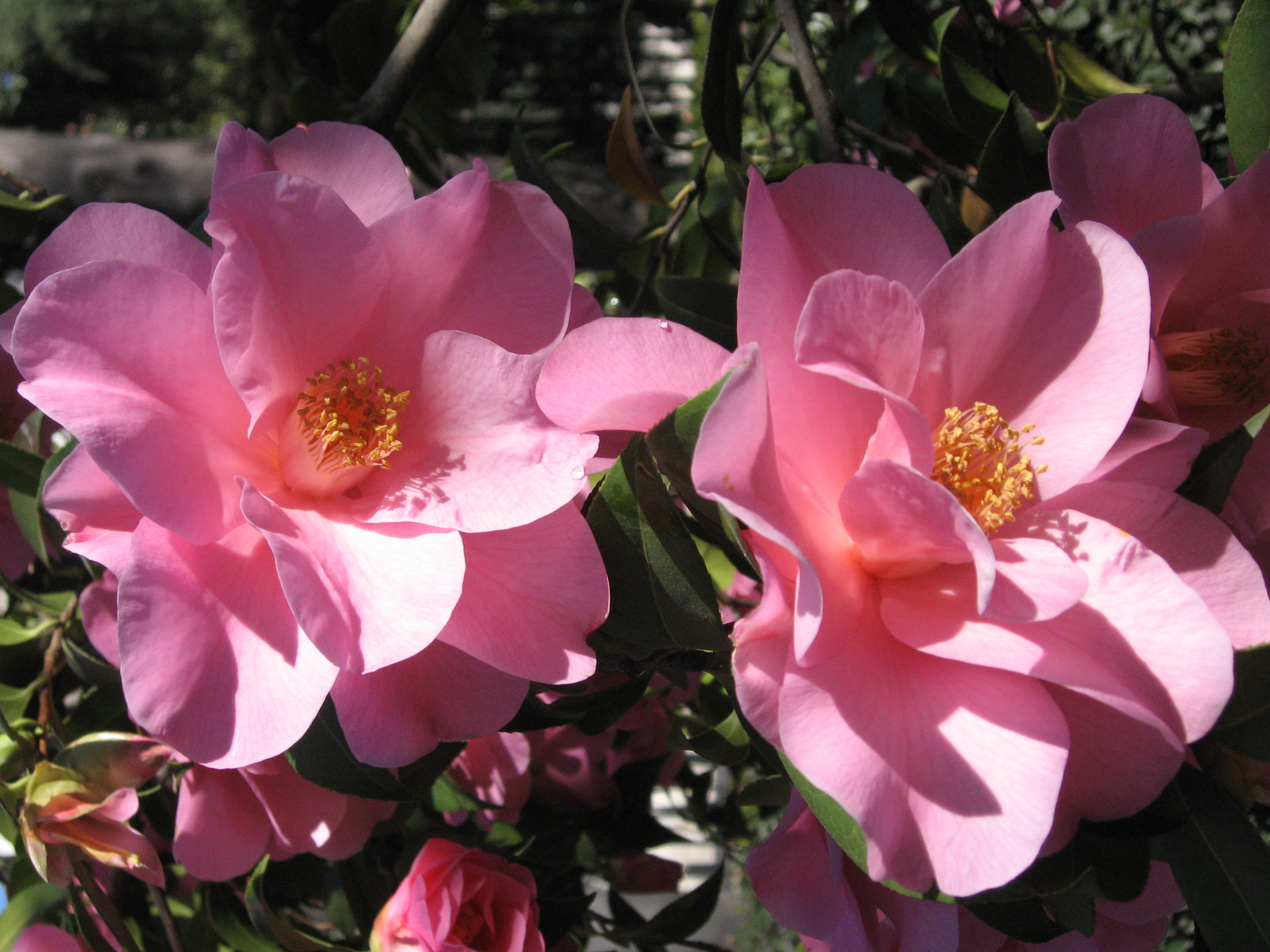
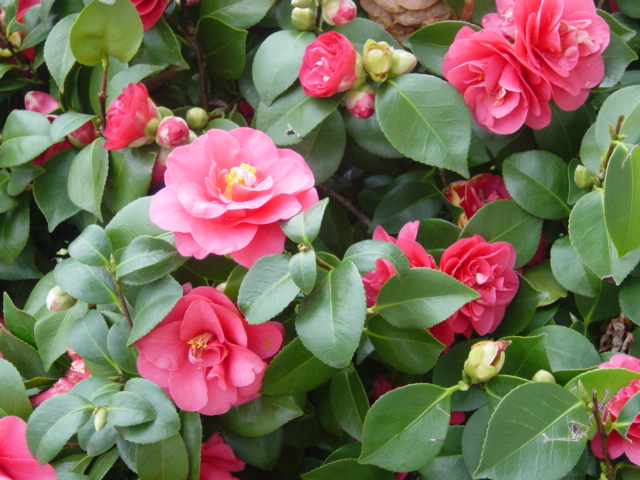
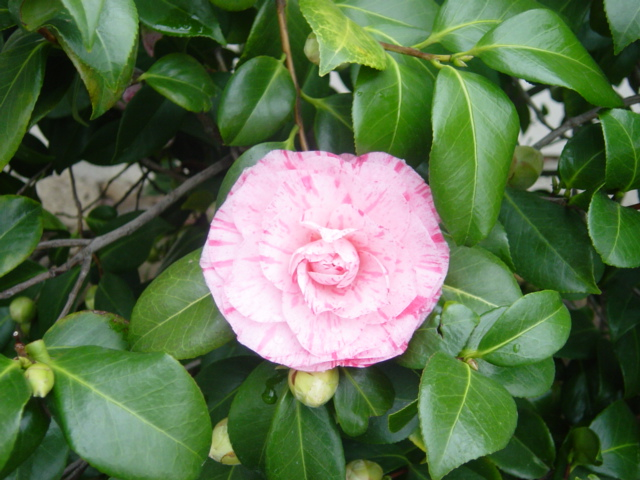
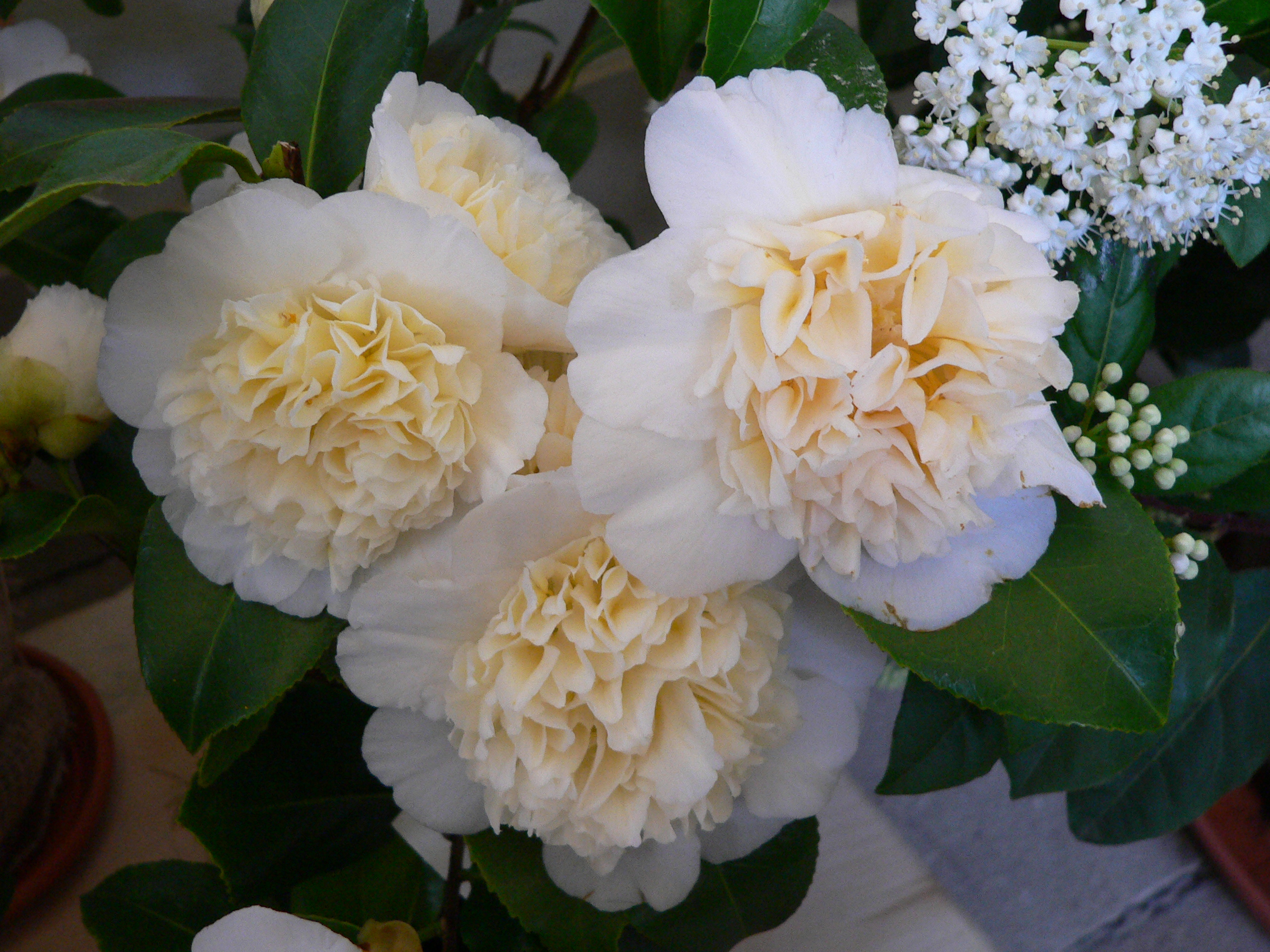